# Communauté de communes Vannier Amance
Die Communauté de communes Vannier Amance ist ein ehemaliger französischer Gemeindeverband mit der Rechtsform einer Communauté de communes im Département Haute-Marne der Region Grand Est und im Département Haute-Saône der Region Bourgogne-Franche-Comté. Sie wurde am 18. Dezember 2012 gegründet und umfasste 34 Gemeinden. Der Verwaltungssitz befand sich im Ort Fayl-Billot. Eine Besonderheit liegt in der Départements- und Regions-überschreitenden Gliederung ihrer Gemeinden.

## Historische Entwicklung
Der Gemeindeverband entstand mit Wirkung vom 1. Januar 2013 durch die Fusion der Vorgängerorganisationen
- Communauté de communes du Pays Vannier
- Communauté de communes du Pays d’Amance und
- Communauté de communes du Canton de Laferté-sur-Amance

unter Einbeziehung weiterer Gemeinden.
Mit Wirkung vom 1. Januar 2017 fusionierte der Gemeindeverband mit
- Communauté de communes du Pays de Chalindrey und
- Communauté de communes de la Région de Bourbonne les Bains

und bildete so die Nachfolgeorganisation Communauté de communes du Pays de Chalindrey, de Vannier Amance et de la Région de Bourbonne-les-Bains.

## Ehemalige Mitgliedsgemeinden

### Département Haute-Marne
1. Anrosey
2. Arbigny-sous-Varennes
3. Belmont
4. Bize
5. Celsoy
6. Champigny-sous-Varennes
7. Champsevraine
8. Chézeaux
9. Coiffy-le-Bas
10. Farincourt
11. Fayl-Billot
12. Genevrières
13. Gilley
14. Grenant
15. Guyonvelle
16. Haute-Amance
17. Laferté-sur-Amance
18. Maizières-sur-Amance
19. Pierremont-sur-Amance
20. Pisseloup
21. Poinson-lès-Fayl
22. Pressigny
23. Rougeux
24. Saulles
25. Savigny
26. Soyers
27. Tornay
28. Valleroy
29. Varennes-sur-Amance
30. Velles
31. Voncourt

### Département Haute-Saône
1. Ouge
2. La Quarte
3. La Rochelle